# Bernard Parmegiani
Bernard Parmegiani (Parigi, 27 ottobre 1927 – Parigi, 21 novembre 2013) è stato un compositore francese di musica elettronica e acusmatica.

## Biografia
Dopo aver studiato pianoforte quando era bambino, Parmegiani apprese l'arte della mimica con Jacques Lecoq fra il 1957 e il 1961; secondo il compositore, questo periodo avrebbe avuto un'importante influenza sulla sua futura carriera musicale. Nel mentre, durante il 1959, Parmegiani andò a studiare al Groupe de recherches musicales (GRM), fondato l'anno prima da Pierre Schaeffer, e ottenne un master in musica due anni dopo. Durante gli anni sessanta, Parmegiani fu tecnico del suono per l'ORTF, ove collaborò al fianco di compositori d'avanguardia come Iannis Xenakis e produsse musica per registi come Jacques Baratier e Peter Kassovitz. Nel 1963, Parmegiani compose Alternances per il Concert Collectif di Schaeffer, e Violostries per una performance del Théâtre Contemporain d'Amiens diretta da Jacques-Albert Cartier, considerata un capolavoro della musica acusmatica per violino e nastro magnetico. Nel 1964, Parmegiani compose la musica di Jeux des Anges di Walerian Borowczyk mentre l'anno seguente scrisse le partiture del cortometraggio A di Jan Lenica. Al 1967 risale Capture éphémère, composizione sul tema dello scorrere del tempo e fra le prime composizioni acusmatiche dell'artista. Durante una visita in America alla fine del decennio, Parmegiani studiò le affinità che intercorrono tra musica e video e, al suo ritorno in Europa, produsse diversi video musicali, tra cui L'Œil écoute (1970) e L'Écran transparent (1973).
Fra i jingle pubblicitari composti da Parmegiani merita menzione Indicatif Roissy (1971), utilizzato durante gli annunci dell'aeroporto Aeroporto di Parigi Charles de Gaulle fino al 2005. Negli anni 1970, il musicista francese partecipò a concerti jazz e al fianco della Third Ear Band. Del 1972 è L'Enfer, una collaborazione con François Bayle sul tema dell'Inferno dantesco. Nel 1979, il compositore venne insignito di un riconoscimento da parte dell'Académie du Disque Français.
Nel 1981, Parmegiani compose la musica di Docteur Jekyll et les femmes di Borowczyk, in cui viene rielaborata la composizione Pour en finir avec le pouvoir d'Orphée (1972) dello stesso Parmegiani. Nel 1990, il compositore ottenne un riconoscimento durante la rassegna Victoires de la musique, mentre durante l'anno successivo ottenne il Prix Magister al Concours International de Bourges. Nel 1992, Parmegiani lasciò il GRM e fondò il suo studio a Saint-Rémy-de-Provence. La sua Entre-temps (1992) venne premiata durante l'edizione del 1993 dei Golden Nica Award dei Prix Ars Electronica.
Bernard Parmegiani morì a Parigi nel 2013.

## Discografia parziale
- 1969 – Violostries/ Bidule en Ré/ Capture éphémère
- 1971 – Chronos
- 1974 – Chants Magnétiques
- 1976 – De Natura Sonorum
- 1979 – Dedans Dehors
- 1992 – Violostries
- 1996 – La Création du Monde
- 1997 – L'Œil Écoute
- 2002 – La Mémoire des Sons
- 2002 – Sonare
- 2004 – JazzEx
- 2006 – Plain-Temps
- 2008 – L'Œuvre Musicale